# 最上 (通報艦)
最上（もがみ）は、日本海軍の通報艦。
艦名は川の名前で、山形県を流れる「最上川」にちなんで名づけられた。
淀型通報艦の2番艦。
同型艦は淀。

## 概要
1904年(明治37年)成立の臨時軍事費予算で建造された通報艦。
日本海軍初の蒸気タービン機関搭載艦となる。
また長崎造船所(当時の名称は「三菱造船所」)で建造された初めての軍艦となった。
就役後は主に韓国や清方面の警備に、第一次世界大戦以降は南シナ海や南洋諸島の警備に、シベリア出兵では沿海州方面の警備に従事した。
1928年に除籍され、翌年廃船、売却された。

## 艦型

### 機関
タービンはイギリスから輸入、ボイラーは長崎で製造された。
ボイラーは宮原式缶で両面大3基、同小3基、蒸気圧力は計画で200 psi (14 kg/cm2)、実測値は160 psi (11 kg/cm2)だった。
計画では石炭専焼だったが、建造中に重油混焼装置が追加された。
主機はパーソンズ式タービンでパーソンズ社製造の第43号。
高圧タービン(4段、静翼1列と動翼1列で1段)1基と低圧タービン(前進8段、後進5段、静翼各5列)2基で構成され、日本海軍初めての3軸艦になった。
中央軸には高圧タービン、外軸には低圧タービンが直結されていた。
低速時には低圧タービンのみを使用し、高速時は高圧タービンで使用された蒸気を2等分して低圧タービンに送った。
復水器は低圧タービンの外側に隣接して片舷1基ずつ計2基が設置された。
推進は3軸。外軸は外回り、中央軸は左舷外軸と同方向へ回転。
推進器は3翼だった。
出力は計画で8,000 shp (5,966 kW)、実際は7,030 shp (5,242 kW)を発揮した。

### 兵装
- 40口径安式4.7インチ砲 2門[20]
- 40口径一号3インチ砲 4門[21]
- 18 in (45.7 cm)[9]三八式二号水上発射管(保式水上匙型発射管[22]) 2門[23]
- 75cm探照灯 2基[9]

魚雷は明治44年(1911年)度では加熱装置付三八式二号魚雷を搭載していた。
1920年までに麻式6.5mm機砲 1挺(警備時は2挺)が装備された。

## 艦歴

### 計画
明治37年臨時軍事費による計画。
計画時の仮称艦名は「第二号通報艦」。
当初の予算は明治38年度から明治40年度まで(1905年4月1日から1908年3月31日まで)の3年間で1,004,700円(兵装費を除く)だった。
1905年(明治38年)
10月9日に「第二号通報艦」は長崎三菱造船所での製造することが決裁され、
10月11日に三菱合資会社と製造契約を締結した。
12月6日「第二号通報艦」を「最上」と命名することが内定、以後海軍内のみで使用された。

### 建造
1907年(明治40年)3月3日(または3月5日、3月6日)、三菱合資会社三菱造船所（現・三菱重工長崎造船所）の192番船として起工。
7月11日ボイラーに重油混焼装置を追加することが決定し、
8月2日に追加契約書が結ばれた。
これにより契約金額を18,500円増額(追加のバーナーは官給で金額に含まれない)、引渡期日が1908年(明治41年)5月31日に延長された。
1908年(明治41年)
3月25日に海軍大臣の代理として軍務局長が命名書を読み上げて、「第二号通報艦」を「最上」と命名、
「最上」は同日午後1時に進水した。
「最上」は日本海軍で初めてのタービン艦であり、試運転に当たり軸馬力計測のために最新式のデニー・ジョーンズ式のトーション・メーター(捩り計)を輸入する必要があった。
8月7日、トーション・メーターの輸入費用と「最上」への設置費用など計2,728円55銭が契約に追加され、
これらは建造予算から支払いの形となった。
また8月27日に試運転・諸公試等の費用も予算に追加、
これにより10,489円が不足したために、その不足分は「淀」の建造予算の余剰13,118円から支払われることになった。
6月27日に試運転を行い、
7月29日「最上」は三菱造船所から領収委員へ引渡され、
同日通報艦に類別された。
(まだ兵装などが装備されておらず、未完成の状態だが、)公的にはこの日を竣工日としている。
8月13日に佐世保へ回航、
佐世保海軍工廠で兵器の装備などが行われた。
9月16日に「最上」は佐世保海軍工廠から最上艦長へ引き渡された。
『日本海軍艦船名考』ではこの日を竣工日としている。
11月20日に「最上」は第一艦隊に編入された。
1909年(明治42年)
1月1日第一艦隊から第二艦隊へ所属が変更された。
1月13日試運転を行った。
3月頃に公試運転を行い、3月8日から開放検査を実施、
4月19日に開放検査を終了した。

### 韓国・北清警備
1909年(明治42年)
4月22日韓国警備のために尾崎を出港、
5月12日竹敷に帰国した。
5月15日竹敷を出港、
5月19日佐世保軍港ぶ帰港した。
6月5日佐世保を出港、
7月6日佐世保に帰港した。
7月18日竹敷を出港、
8月4日竹敷に帰国した。
10月13日佐世保を出港、
10月26日佐世保に帰港した。
11月17日韓国・北清警備のために佐世保を出港した。
12月1日第二艦隊から除かれ、
12月2日「最上」は佐世保に帰港した。

### 南清警備
1911年(明治44年)
10月24日第三艦隊へ編入され、
10月28日南清警備のために佐世保を出港した。
1912年(大正元年)
7月11日午後6時28分に馬尾海岸で火災が発生、同地に停泊中の「最上」は防火隊15名を派遣した。
同隊はイギリス領事館の要請によりシーメンス病院を訪れ、周囲のほとんどの建物が焼け落ちた中で病院建物の延焼を防ぎ、
後にイギリス副領事から礼状が贈られた。
8月28日通報艦の類別は廃止、「最上」は一等砲艦へ類別が変更された。
12月30日佐世保に一時帰国した。
翌1913年(大正2年)
1月19日佐世保を出港、
4月1日第三艦隊から除かれ、
4月21日佐世保に帰港した。
この年、「最上」はタービンの開放修理を行い、10月下旬に試運転を実施した。

### 南支那・フィリピン方面警備
1914年(大正3年)
3月8日南支那・フィリピン方面警備のために佐世保を出港、
8月19日佐世保に一時帰国した。

### 第一次世界大戦
8月18日時点で「最上」は第三艦隊に所属していた。
8月23日に日本はドイツに宣戦布告、第一次世界大戦に参戦する。
同日「最上」は佐世保を出港、
8月27日佐世保に一時帰国する。
8月29日「最上」は第三艦隊から第二艦隊へ所属が変更された。
9月19日佐世保を出港、
11月22日佐世保に帰港した。
1915年(大正4年)
1月15日二見港を出港、
4月12日二見港に帰国した。
機関総検査
「最上」は同年5月から9月まで佐世保海軍工廠で復旧修理工事(缶室強圧通風機械の改造と重油連絡管新設他)や機関総検査を予算70,000円で実施、
9月16日に修理公試を行った。
12月13日の時点で「最上」は艦隊に編入されていない。
12月15日横須賀を出港、
翌1916年(大正5年)
6月29日二見港に帰国した。

### 南洋諸島警備
1917年(大正6年)
6月17日南洋諸島警備のために二見港を出港した。
座礁事故
「最上」は7月15日午後3時25分にヤルート島を出発してミレ島へ向かい、翌16日ミレ島に到着、
環礁内の泊地に停泊のために錨鎖を降ろしている午前6時39分に暗礁に乗り上げた。
満潮に向かって潮が満ちている時間で、暫く待った午前8時に船体が僅かに浮いたため後進と錨鎖の巻き上げで離礁した。
風圧でまだ岩礁が船体に圧着した危険な状態だったが、錨鎖と機械の操縦で10時9分に危険区域を抜け、10時30分ミレ島の沖に投錨、停泊した。
これにより左舷機械室から軸室にかけての船底に長さ約16 ft (4.9 m)、幅約4 ft (1.2 m)の範囲に凹み最大約3 ft (0.91 m)の湾曲を生じ、
リベット2箇所切断、7箇所が緩むなどして、
少量の漏水を招いた。
また缶室下の船底にも岩礁と接触して塗料の剥がれた跡があった。
その他推進器の翼の一部が欠損した。
7月18日にヤルートに到着、
7月24日応急修理完了、9ノット航行が可能になった。
8月6日トラック島に到着、この時は11ノットを出したが漏水等の問題は起きなかった。
同地で臨時南洋群島防備隊の機関長らが検査を実施、通常航海に支障は無いが内地に帰還して修理が妥当と判断された。
8月27日「最上」は二見港に帰国した。
この事故について後に艦長と航海長の責任が問われ、艦長に謹慎10日、航海長に謹慎5日の処分が下された。

### シンガポール派遣
1918年(大正7年)
4月1日第一特務艦隊へ編入。
4月8日馬公を出港しシンガポールへ向かった。
12月20日馬公に帰国した。
12月27日第一特務艦隊から除かれた。
損傷事故
1919年(大正8年)
4月22日佐世保軍港の係船場北の岸壁に左舷側を向けて停泊中、午前0時頃から南風が吹き、1時頃から風が強烈となった。
総員を起こし、竹製防具を岸壁の間に置くなどの対策したが、風圧や三角波によって2時間ほど左舷が強く防具などに押しつけられた。
このために左舷水線付近を長さ約100フィート (30 m)、幅約2フィート (0.61 m)、深さ最大0.5フィート (0.15 m)程度のへこみを生じた他、
石炭庫のステーや隔壁に損傷を受けた。
復旧は約2,000円強かかり、
佐世保海軍工廠で修理が行われた。

### 南洋諸島警備2
同年([1919年)、
南洋諸島警備の間にカロリン諸島方面の未測量地域の測量する任務が与えられ、
6月6日に蒸気動力の水路測量用測深儀を横須賀海軍工廠で設置するよう、令達された。
8月12日「最上」は南洋諸島警備のために二見港を出港、
9月15日二見港に帰国した。
11月16日南洋諸島警備のために再度二見港を出港した。
1920年(大正9年)
4月11日二見港に帰国した。

### シベリア出兵
1921年(大正10年)
4月1日「最上」は第三艦隊第三水雷戦隊へ編入された。
5月15日小樽を出港、
沿海州沿岸の警備に従事した。
11月6日舞鶴軍港へ帰国、
11月10日「最上」は第三水雷戦隊から除かれた。
以降艦隊編入は無い。
1928年(昭和3年)4月1日に「最上」は除籍された。

### その後
同1928年7月6日に「廃艦第3号」と仮称された。
12月20日廃船が上申され
1929年(昭和4年)
1月19日廃船の認許、
1月31日に廃船、2月1日に佐世保海軍港務部から佐世保海軍工廠へ引き渡された。
唐津文化女学校から(無償)払い下げの請願が出されたが、売却すれば2万円から3万円が海軍の収益になる、払い下げ後の運搬維持の経費が低く見積もられているなどの理由で却下された。
6月1日売却。
前部マストと後艦橋は大阪の帝国在郷軍人会へ無償譲渡され、
中之島公園の東端に設置された。戦後も大阪市により保存されたが、老朽化で倒壊の危険性があるため、2009年2月9日解体、呉市海事歴史科学館に移設予定。

## 艦長
※『日本海軍史』第9巻・第10巻の「将官履歴」及び『官報』に基づく。階級は就任時のもの。
- 木村剛 中佐：1908年7月29日 - 1908年9月25日
- 竹内次郎 中佐：1908年9月25日 - 1908年12月10日
- 桜野光正 中佐：1908年12月10日 - 1909年10月1日
- 志摩猛 中佐：1909年10月1日 - 1910年2月16日
- 荒西鏡次郎 中佐：1910年2月16日 - 1910年12月1日
- 内田良隆 中佐：1910年12月1日 - 1911年5月15日
- 武部岸郎 中佐：1911年5月15日 - 1912年12月1日
- 秋沢芳馬 中佐：1912年12月1日 - 1913年9月13日
- 三村錦三郎 中佐：1913年12月1日 - 1914年12月1日
- 横尾義達 中佐：不詳 - 1915年6月30日[94]
- 筑土次郎 中佐：1915年6月30日 - 1915年9月25日
- 関田駒吉 中佐：1915年9月25日 - 1915年10月17日
- 井手元治 中佐：1915年10月17日 - 1916年12月1日
- 平岩元雄 中佐：1916年12月1日 - 1917年12月1日
- 三上良忠 中佐：1917年12月1日 - 1918年12月1日
- 豊島二郎 中佐：1918年12月1日[95] - 1919年10月29日[96]
- 武内康吉 中佐：1919年10月29日[96] - 1920年7月3日[97]
- 加賀藤吾 中佐：1920年7月3日[97] - 1920年11月20日
- 鈴木八百蔵[注釈 5] 中佐：1920年11月20日 - 1921年12月1日[98]
- 野中逸太郎 中佐：1921年12月1日[98] - 1922年8月1日[99]
- 木岡英男 中佐：1922年8月1日[99] - 1922年11月10日[100]
- 井上清純 中佐：1922年11月10日[100] - 1923年11月10日[101]
- 福井愛助 中佐：1923年11月10日[101] - 1924年11月1日[102]
- （兼）内藤省一 大佐：1924年11月1日[102] - 1925年1月15日[103]

## 公試成績
| 実施日        | 種類     | 排水量 | 回転数 | 出力      | 速力         | 場所 | 備考     | 出典   |
| ------------- | -------- | ------ | ------ | --------- | ------------ | ---- | -------- | ------ |
| 1915年9月16日 | 全力9/10 |        | 588rpm | 8,133馬力 | 21.094ノット |      | 修理公試 | [ 60 ] |

### 注
1. ↑  小数点以下は記載が明瞭でなく不確か。「二十一奇零九四」と判断。

## 固有符号

### 信号符字
旗旒信号などで使用される。
- GQRW:1908年4月24日[104] -

### 略符号
無線電信などで使用される、いわゆるコールサイン。
- GMG:1908年10月28日[105] -